# Tobias und der Engel (Verrocchio)
Tobias und der Engel ist ein Gemälde aus der Werkstatt des italienischen Renaissancekünstlers Andrea del Verrocchio (1435/1436–1488). Es wird um 1470 bis 1475 datiert und befindet sich im Bestand der National Gallery in London.

## Das Werk
Das Werk zeigt eine Szene aus dem apokryphen Buch Tobit des Alten Testaments. Tobias, der Sohn des Tobits, wird auf einer Reise vom Erzengel Raphael begleitet. Dieser hilft ihm, seinen Vater später durch die Galle eines Fisches von der Blindheit zu heilen.

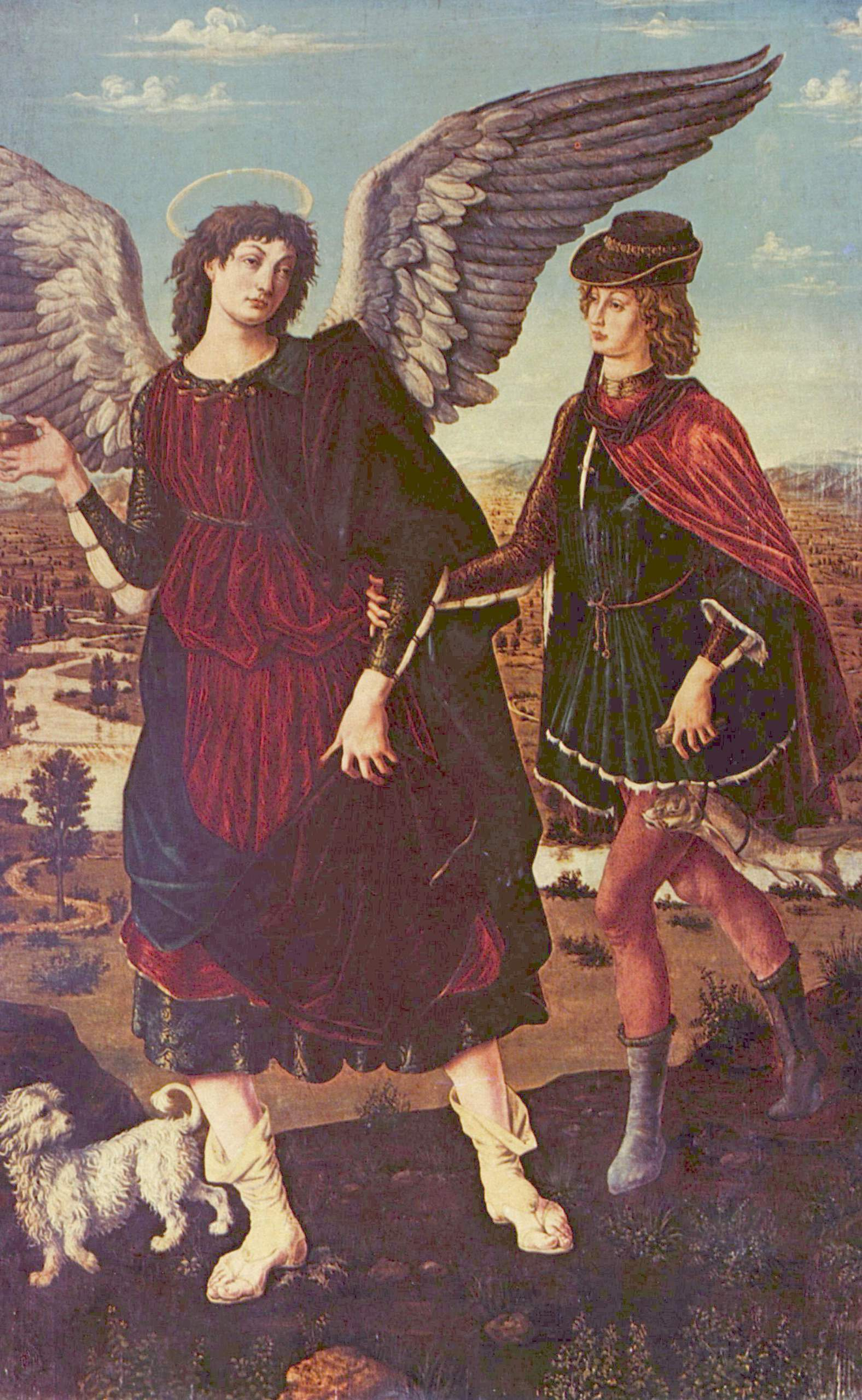
Tobias und der Engel,
Piero und Antonio Pollaiuolo,
Galleria Sabauda, Turin

Der Erzengel in der linken Bildhälfte führt Tobias mit seinem linken Arm. Tobias ist elegant gekleidet, in einem kurzen blauen Wams, einem gleichfarbenen Mantel, der im Wind weht, roten Hosen und hohen Stiefeln. In seiner linken Hand trägt er den Fisch, mit dessen Galle er die Blindheit seines Vaters heilen wird. Auch der Hund, in der linken unteren Ecke des Gemäldes, wird in der biblischen Erzählung als Reisebegleiter des Tobias erwähnt: „Da brachen die beiden auf und der Hund des jungen Tobias lief mit.“ (Tob 5,17 ).
Wahrscheinlich diente ein älteres Gemälde der Brüder Piero und Antonio Pollaiuolo zum gleichen Thema, als Vorbild für das Bild des Andrea del Verrocchio.

## Mitwirkung Leonardo da Vincis
In den Künstlerwerkstätten des 15. und 16. Jahrhunderts war es üblich, dass der Meister die Anfertigung eines Werkes nicht allein vornahm, sondern Teile der Ausführung seinen Gesellen und Schülern übertrug.
Der britische Kunsthistoriker Martin Kemp vermutet, dass das Werk unter Beteiligung des jungen Leonardo da Vinci (1452–1519) angefertigt wurde, der etwa von 1470 bis 1477 seine künstlerische Ausbildung in der florentiner Werkstatt Verrocchios erhielt. Laut Kemp könne Leonardo den Fisch in der Hand des Tobias gemalt haben.
David Alan Brown, Kurator für die Malerei der italienischen Renaissance an der National Gallery of Art in Washington D.C., schreibt Leonardo da Vinci auch den kleinen Hund zu Füßen des Engels zu.
Der Leonardo-Biograf Charles Nicholl weist darauf hin, dass auch der Haarschopf des Tobias von Leonardo da Vinci gemalt sein könnte. Die Locke über dem linken Ohr weise Pinselstriche eines Linkshänders auf. Leonardo war ausgeprägter Linkshänder, der mit der linken Hand malte, zeichnete und schrieb.
Laut Nicholl sei auch die Transparenz des dargestellten Hündchens, die Landschaft des Bildhintergrunds scheint durch ihn hindurch, kein Hinweis auf eine unvollendete Ausführung des Gemäldes. Vielmehr zeige dies eine Virtuosität und Perfektion, zu der Verrocchio nicht in der Lage war.
Sollte die Mitarbeit Leonardos an der Anfertigung dieses Werkes zutreffen, wäre es das früheste erhaltene Zeugnis eines Gemäldes unter Beteiligung Leonardo da Vincis.

Vermutliche Beiträge des Leonardo da Vinci
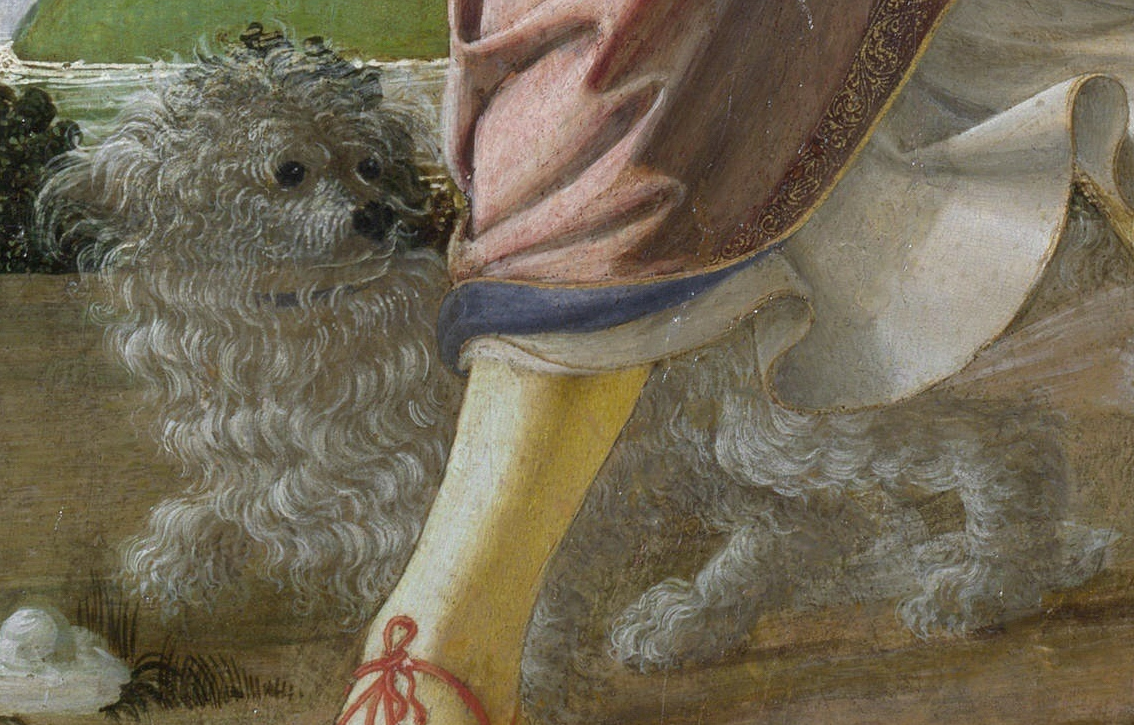
Das Hündchen
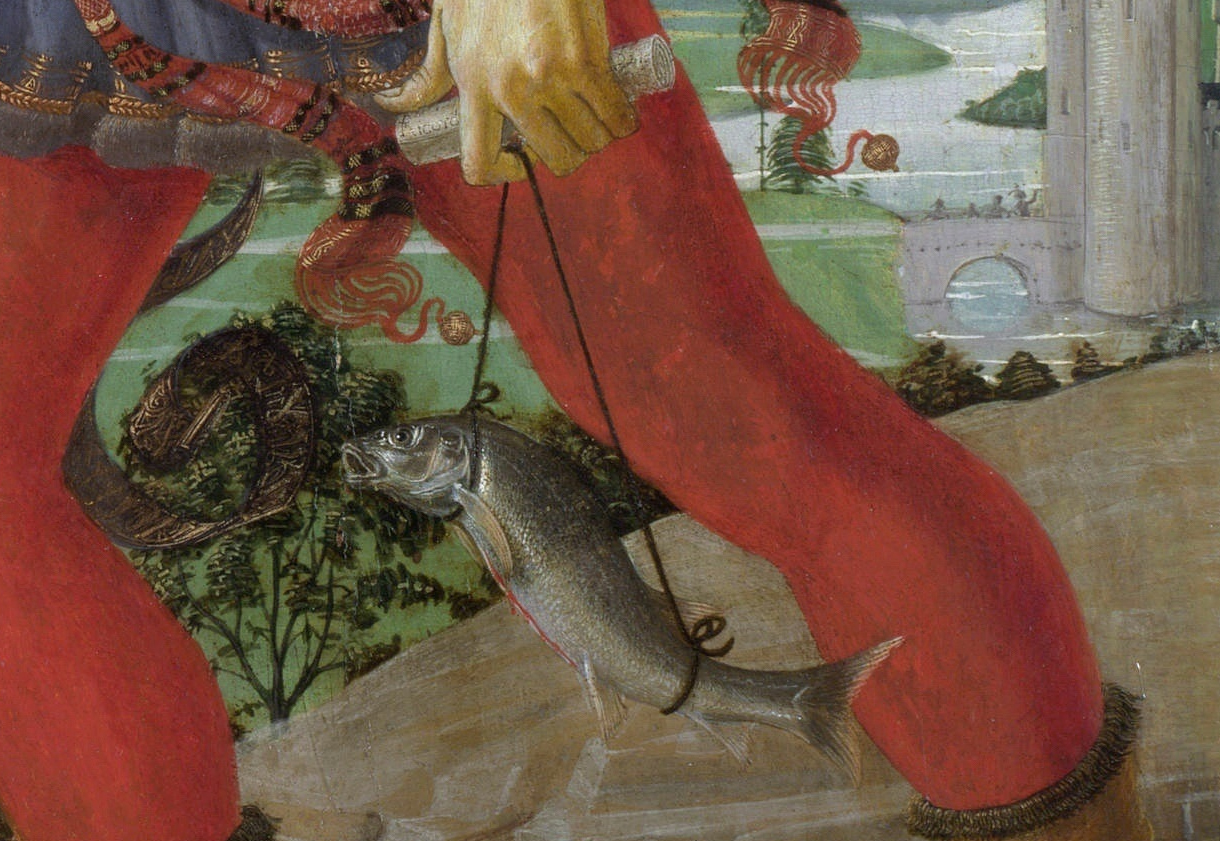
Der Fisch
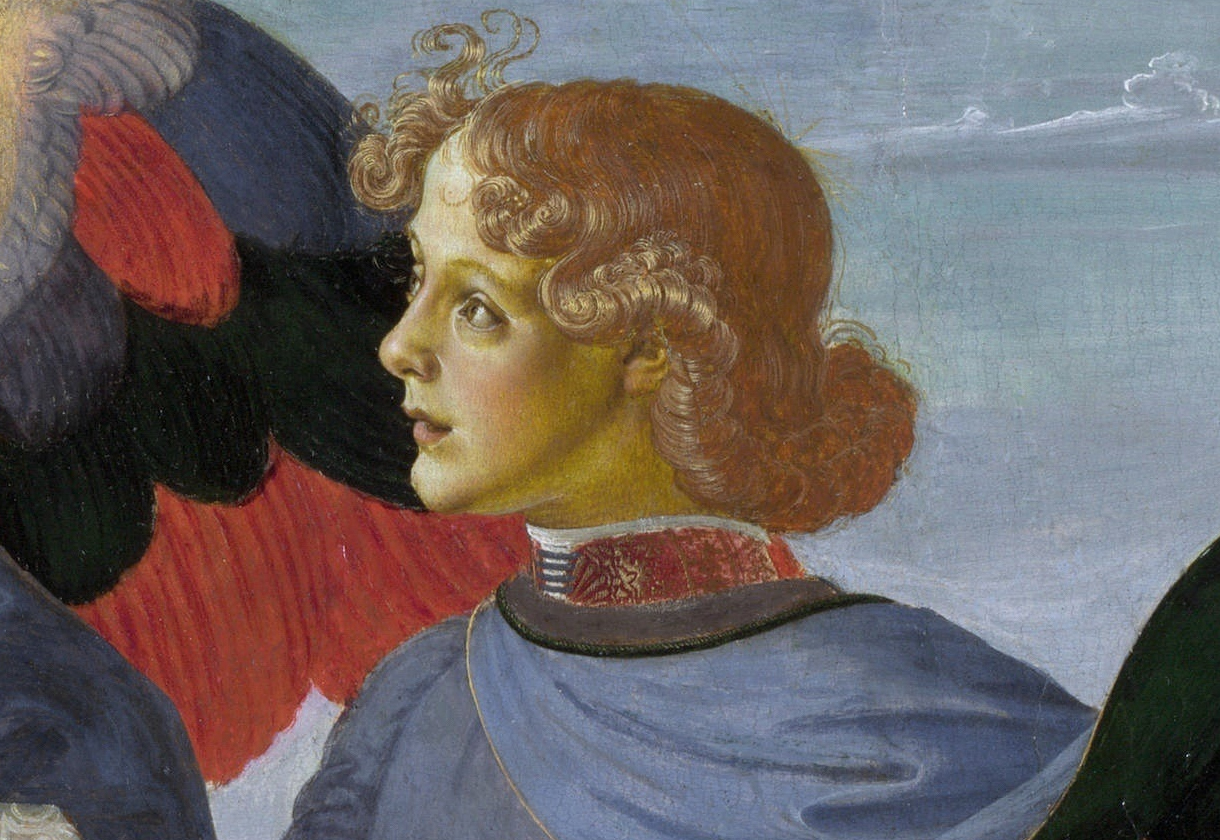
Die Haarlocke